# فرودگاه پورتو دسیادو
فرودگاه پورتو دسیادو (به انگلیسی: Puerto Deseado Airport) یک فرودگاه غیرنظامی با کد یاتا PUD است که یک باند فرود آسفالت دارد. این فرودگاه در کشور آرژانتین قرار دارد و در ارتفاع ۸۱ متری از سطح دریا واقع شده است.